# Ivan Petrovič Saltykov
Conte Ivan Petrovič Saltykov (in russo Иван Петрович Салтыков?) (28 giugno 1730 – 14 novembre 1805) è stato un generale russo.

## Biografia
Era il primogenito, e unico figlio maschio, del conte Pëtr Semënovič Saltykov (1698-1772), e di sua moglie, la principessa Praskov'ja Jur'evna Trubeckaja (1704-1767), sorella del procuratore generale Nikita Jur'evič Trubeckoj.

## Carriera
All'età di quindici anni entrò nel Reggimento Semënovskij. Il 24 luglio 1759 ricevette il rango di gentiluomo da camera.
Durante la guerra dei sette anni si distinse nella battaglia di Zorndorf, nella conquista di Königsberg e Elbing. Nel 1760 venne promosso al grado di brigadiere e, l'anno dopo, a maggior generale.
Nel 1766 venne promosso al grado di tenente generale. Partecipò alla guerra russo-turca. Contribuì alla sconfitta dell'esercito turco a Chotyn. Nella battaglia di Larga era sotto il comando Pëtr Aleksandrovič Rumjancev-Zadunajskij. Nella battaglia di Cahul comandò la cavalleria pesante e sconfisse l'esercito turco.
Nel 1773 venne promosso al grado di generale in capo. Nel 1784 divenne aiutante generale. Nel 1790 partecipò alla guerra russo-svedese come comandante in capo dell'esercito finlandese. Dopo la conclusione della pace con la Svezia venne promosso a tenente colonnello.
Con l'ascesa al trono di Paolo I venne nominato capitano del reggimento dei corazzieri. Il 2 novembre 1797 divenne governatore di Mosca.

## Matrimonio
Nel 1711 sposò la contessa Dar'ja Petrovna Černyšëva (1739-1802), figlia di Pëtr Grigor'evič Černyšëv e di Ekaterina Andreevna Ušakova. Ebbero quattro figli:
- Praskov'ja Ivanovna (1772-1859), sposò il senatore Pëtr Vasil'evič Mjatlev, ebbero cinque figli;
- Ekaterina Ivanovna (1776-1815);
- Anna Ivanovna (1777-1824), sposò il conte Grigorij Vladimirovič Orlov, non ebbero figli;
- Pëtr Ivanovič (1784-1813).

## Morte
Morì il 14 novembre 1805.